# 奥格年·克尔日奇
奥格年·克尔日奇（1969年3月13日—），克罗地亚男子水球运动员。他曾代表克罗地亚国家队参加1996年和2000年夏季奥林匹克运动会水球比赛，其中1996年奥运会获得一枚银牌。